# 24946 Foscolo
24946 Foscolo è un asteroide della fascia principale. Scoperto nel 1997, presenta un'orbita caratterizzata da un semiasse maggiore pari a 2,6916191 UA e da un'eccentricità di 0,1929594, inclinata di 12,26837° rispetto all'eclittica.